# Méthode de Lowry
La méthode de Lowry est une méthode de dosage colorimétrique des protéines créée en 1951 par le biochimiste américain Oliver H. Lowry (en). 
Elle est essentiellement basée sur la méthode du biuret. L'article originel est l'un des articles de recherches les plus cités de l'histoire,.

## Méthode du biuret
En milieu alcalin, les protéines qui possèdent au moins 4 liaisons peptidiques forment avec les ions cuivre II (Cu2+) un complexe bleu-violet. Un dosage colorimétrique est donc possible à 540 nm. Le réactif de coloration utilisé est le réactif de Gornall.

## Méthode de Lowry

### Principe et techniques
La méthode de Lowry est une autre méthode de dosage colorimétrique des protéines, complémentaire à celle du Biuret. En effet, la protéine réagit tout d’abord avec un réactif cuivrique alcalin (réactif de Gornall de la méthode du biuret) puis un second réactif, dit phosphotungstomolybdique (réactif de Folin-Cioccalteu), est ajouté. Il est composé d’un mélange de tungstate de sodium et de molybdate de sodium en solution dans de l’acide phosphorique et de l’acide chlorhydrique. Ce réactif permet la réduction des acides aminés aromatiques (tyrosine et tryptophane) conduisant à la formation d’un complexe coloré bleu foncé dont on mesurera l’absorbance entre 650 et 750 nm.
Le protocole à suivre pour réaliser un dosage selon la méthode de Lowry est de mélanger la solution alcaline (solution de carbonate de sodium alcalin à 20g/L dans 0.1M de soude) à la solution de protéines à doser, puis d’ajouter une solution de sulfate de cuivre et de tartrate double de sodium et de potassium. Laisser incuber au minimum 10 minutes à température ambiante. Ajouter ensuite le réactif de Folin (dilué au demi) sous agitation rapide. Attendre 30 minutes, et mesurer la DO à 750 nm.

### Avantages
Cette technique bénéficie d’une meilleure sensibilité que la méthode du Biuret (augmentation d’un facteur cent). Il est ainsi possible de réaliser des mesures dans des mélanges pauvres en protéines ou dans des solutions relativement diluées. Les interférences dues aux détergents et aux lipides sont également supprimées.

### Inconvénients
La méthode de Lowry n’est pas totalement fiable à cause des interférences possibles dues aux réactifs. De plus, elle nécessite un certain temps de mise en œuvre. 
La gamme étalon nécessaire à la détermination de la concentration d’une solution inconnue est délicate à réaliser.